# Valle de la Serena
Valle de la Serena község Spanyolországban, Badajoz tartományban. Valle de la Serena Don Benito, La Haba, Quintana de la Serena, Zalamea de la Serena, Higuera de la Serena, Oliva de Mérida, Retamal de Llerena és Campillo de Llerena községekkel határos. Lakosainak száma 1093 fő (2024).

## Népesség
A település népessége az utóbbi években az alábbiak szerint változott:
| Lakosok száma | 1568 | 1490 | 1474 | 1425 | 1406 | 1332 | 1265 | 1191 | 1160 | 1093 |
|               | 2001 | 2004 | 2006 | 2009 | 2011 | 2014 | 2016 | 2019 | 2021 | 2024 |